# Seleção das Ilhas Virgens Americanas de Futebol
A Seleção das Ilhas Virgens Americanas de Futebol representa as Ilhas Virgens Americanas nas competições de futebol da FIFA.

## História
Embora a Federação de Futebol das Ilhas Virgens Americanas fosse criada em 1989, a seleção estreou apenas em 1998. O motivo era a falta de campos de futebol adequados para a prática do esporte no território. Outro fatos que inviabilizou o desenvolvimento é que o futebol não é o esporte mais popular, ao contrário do basquete e do beisebol.
A estreia das Ilhas Virgens Americanas foi contra as Ilhas Virgens Britânicas, em março de 1998, vencendo por 1 a 0. Desde então, as Águias Elegantes colecionaram resultados inexpressivos, chegando ao ponto mais baixo em 2001, quando sofreram a maior derrota de sua história: 14 a 1 para Santa Lúcia, em jogo disputado em Porto Príncipe, no Haiti, e chegaram a ocupar o 202º lugar no ranking da FIFA, em fevereiro de 2008. Em 2011, tendo o barbadiano Keith Griffith como diretor-técnico e o ex-goleiro Terrence Jones como treinador, as Ilhas Virgens Americanas ensaiaram uma evolução, ocupando o 149º lugar, a melhor posição da história no ranking.
Na primeira fase das eliminatórias da CONCACAF para a Copa de 2014, as Águias enfrentaram as Ilhas Virgens Britânicas, obtendo uma inédita classificação à segunda fase, com duas vitórias (2 a 0 e 2 a 1). Já nas eliminatórias para a Copa da Rússia, conseguiu uma vitória sobre Barbados por 1 a 0, em plena Bridgetown. No segundo jogo, em Charlotte Amalie, os Bajan Tridents reverteram o resultado para 4 a 0.

## Desempenho em Copas do Mundo
- 1930 a 1998 - Não era membro da FIFA
- 2002 a 2022: Não se classificou

## Desempenho na Copa Ouro
- 1991 a 1998: Não era membro da FIFA
- 2000 a 2007: Não se classificou
- 2009 a 2013: Não se inscreveu
- 2019 a 2021: Não se classificou

## Treinadores
| - Paul Inurie (2000) - Glad Bugariu (2000–2002) - Francisco Williams Ramírez (2003–2004) - Carlton Freeman (2004–2008) - Craig Martin (2010) - Keith Griffith (2011) | - Terrence Jones (2011) - Leonard Appleton (2014) - Ahmed Mohamed Ahmed (2015–2017) - Craig Martin (2017) - Marcelo Serrano (2017–2019) - Gilberto Damiano (2019–) |